# Kaštel Žegarski
Kaštel Žegarski är en ort i Kroatien.   Den ligger i länet Zadars län, i den södra delen av landet, 180 km söder om huvudstaden Zagreb. Kaštel Žegarski ligger 86 meter över havet och antalet invånare är 135.
Terrängen runt Kaštel Žegarski är kuperad åt nordväst, men åt sydost är den platt. Kaštel Žegarski ligger nere i en dal. Runt Kaštel Žegarski är det glesbefolkat, med 10 invånare per kvadratkilometer. Närmaste större samhälle är Obrovac, 14,1 km väster om Kaštel Žegarski. Trakten runt Kaštel Žegarski består till största delen av jordbruksmark.